# Maria Cabral

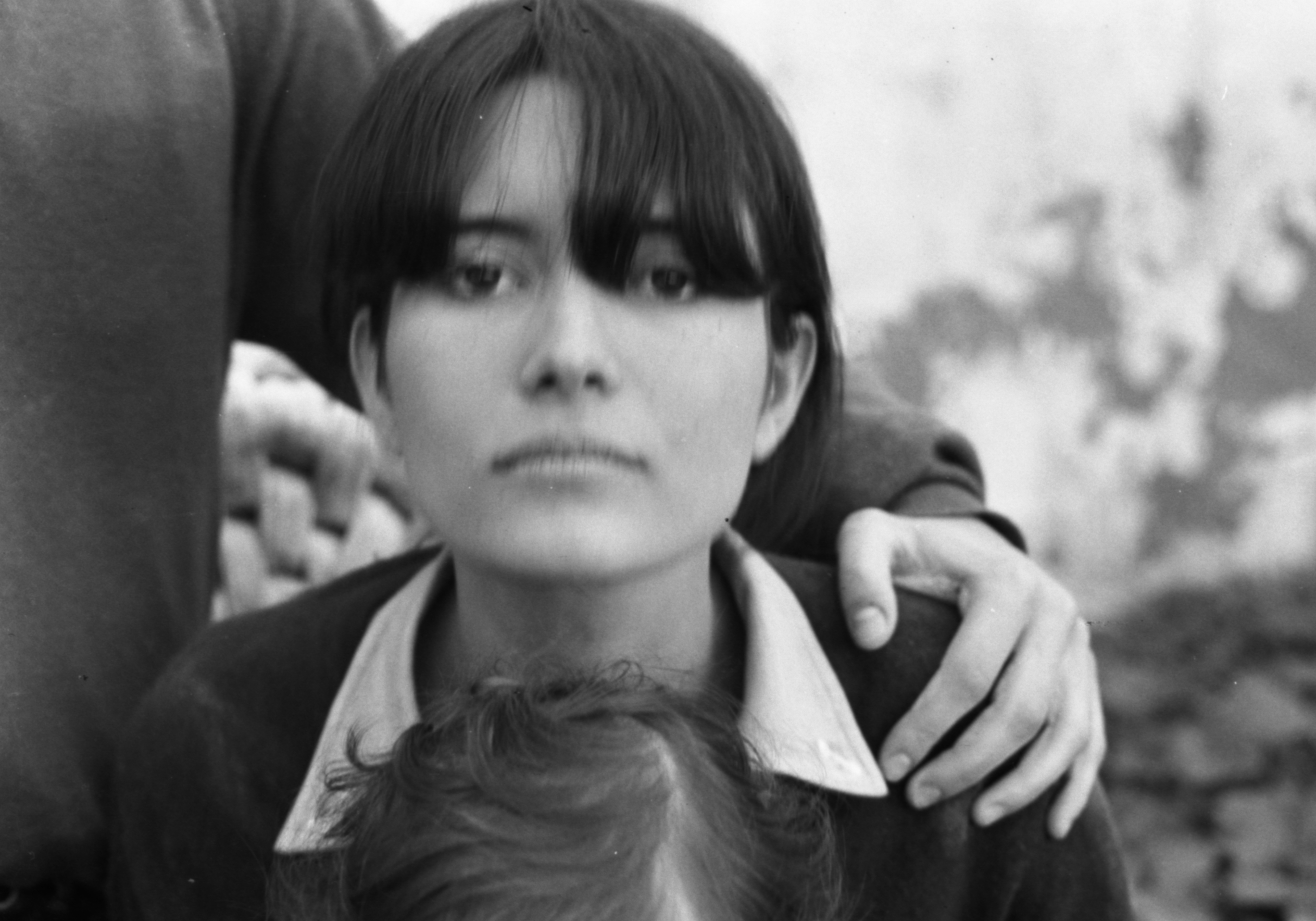
Maria Cabral in 1966 by João Cutileiro

Maria da Conceição Gomes Cabral (* 24. April 1941 in Lissabon; † 15. Januar 2017 in Lannemezan) war eine portugiesische Schauspielerin.

## Leben
Sie verbrachte ihre Kindheit in Luanda, der Hauptstadt der damaligen portugiesischen Kolonie Angola. Zurück aus Afrika, machte sie ihr Abitur in Lissabon und begann ein Philosophie-Studium an der Universität Lissabon. Nach dem schnellen Abbruch des Studiums wurde sie 1959 Ansagerin für Kinderprogramme beim staatlichen Fernsehen RTP.
Mit ihrer Hauptrolle in António da Cunha Telles’ Erfolgsfilm O Cerco (Premiere 1970) galt Cabral als das Gesicht des Novo Cinemas, des neuen Portugiesischen Films. Erst nach zwei Jahren in England stand sie wieder vor der Kamera, 1972 für O Recado von José Fonseca e Costa, einem weiteren Hauptfilm des Novo Cinema. Im gleichen Jahr ging sie mit einem Schauspiel-Spezialisierungstipendium der Gulbenkian-Stiftung nach Paris, wo O Cerco zuvor erfolgreich in den Kinos gelaufen war, und Cabral große Aufmerksamkeit erhalten hatte. Sie blieb in Paris und spielte fortan Theater. Zuerst bei Andreas Voutsinas, gehörte sie ab 1973 zum Laila-Ensemble von Serge Ducher, und trat auch international mit ihm auf. Von 1978 bis 1979 studierte sie japanisches Theater (Nō und Kabuki) bei Shiro Daimon und spielte vor allem in Frankreich, trat aber auch international auf, im deutschsprachigen Raum jedoch nur in der Schweiz (u. a. Thearena Festival Zürich 1979). Vor der Kamera stand sie nur noch selten, darunter in der französischen Fernsehserie L’Autre côté (1978–1979).
Im Kino Portugals war sie erst wieder 1984 in Vidas zu sehen, und zuletzt 1986 in João Botelhos vielprämierten Film Um Adeus Português über das portugiesische Gesellschafts-Trauma des Kolonialkrieges.
Maria Cabral war von 1965 bis 1972 mit dem Schriftsteller und Historiker Vasco Pulido Valente verheiratet und hat eine Tochter mit ihm, Patrícia Cabral.

## Filmografie
- 1970: O Cerco; Regie: António da Cunha Telles
- 1972: O Recado; Regie: José Fonseca e Costa
- 1978–1979: L’Autre côte (Fernsehserie)
- 1983: O Foguete (Fernsehserie)
- 1984: Vidas; Regie: António da Cunha Telles
- 1985: No Man’s Land; Regie: Alain Tanner
- 1986: Ein portugiesischer Abschied (Um Adeus Português); Regie: João Botelho